# Rhododendron rigidum
Rhododendron rigidum är en ljungväxtart som beskrevs av Adrien René Franchet. Rhododendron rigidum ingår i släktet rododendron, och familjen ljungväxter. Inga underarter finns listade i Catalogue of Life.

## Bildgalleri

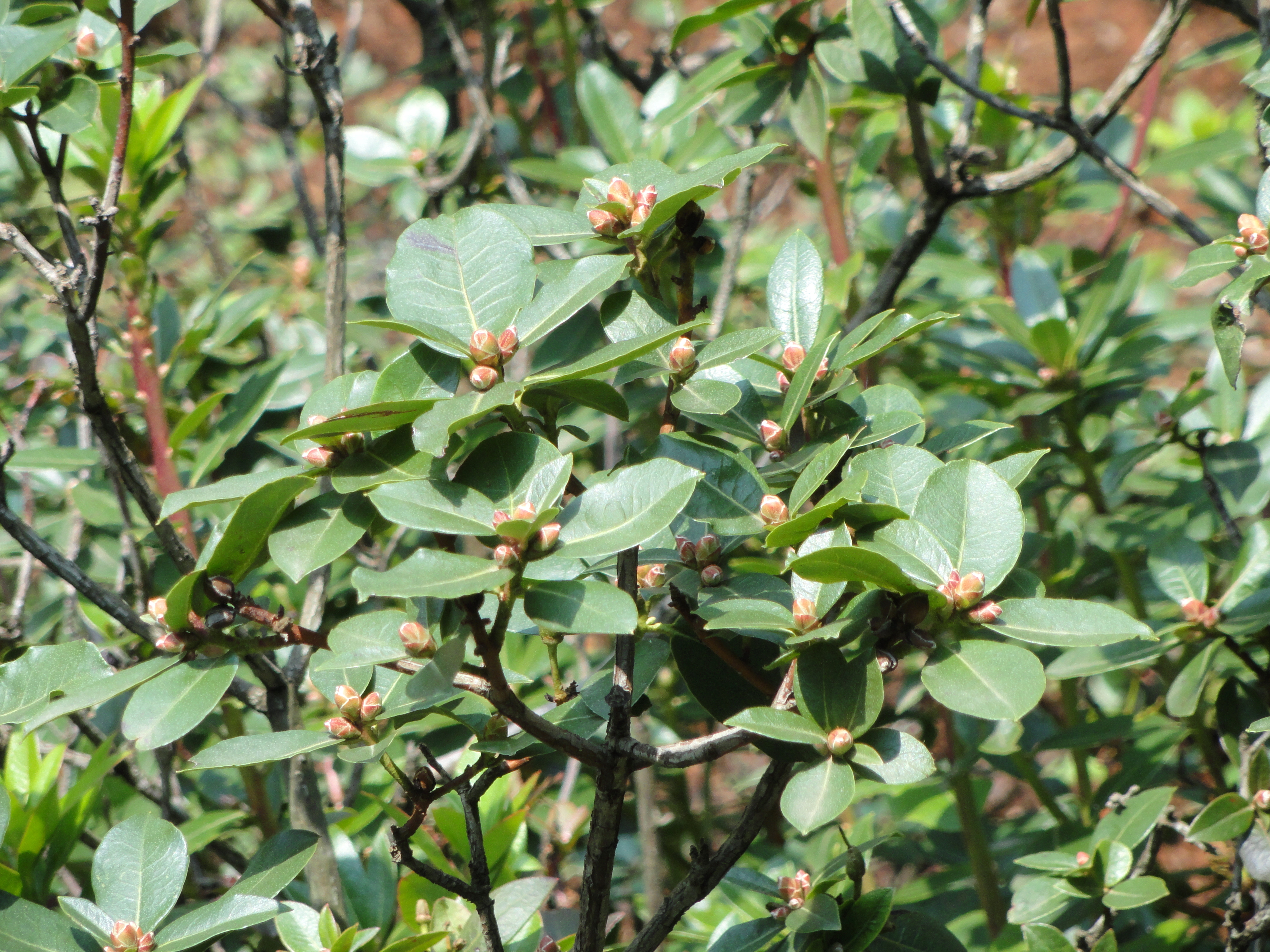
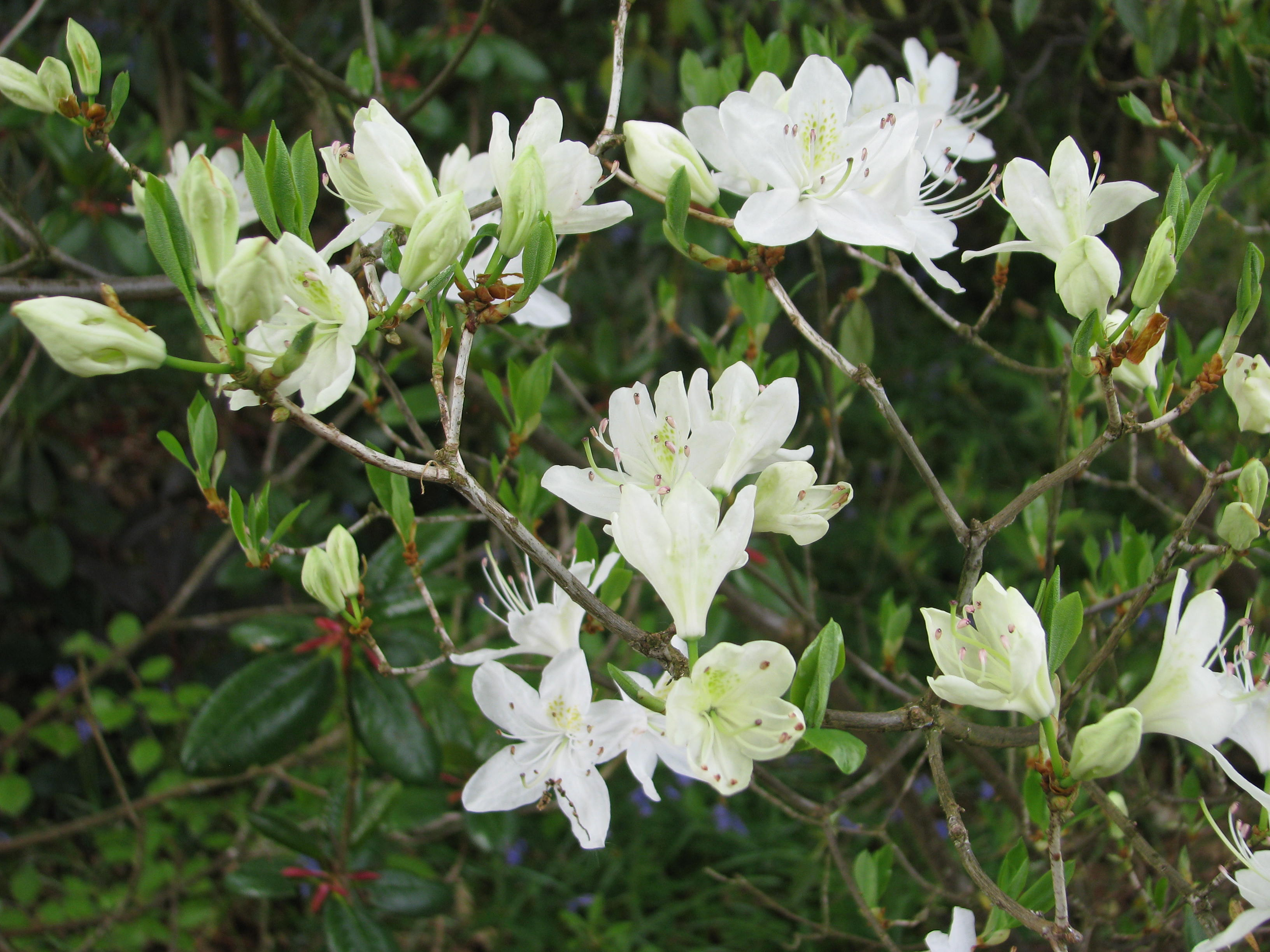
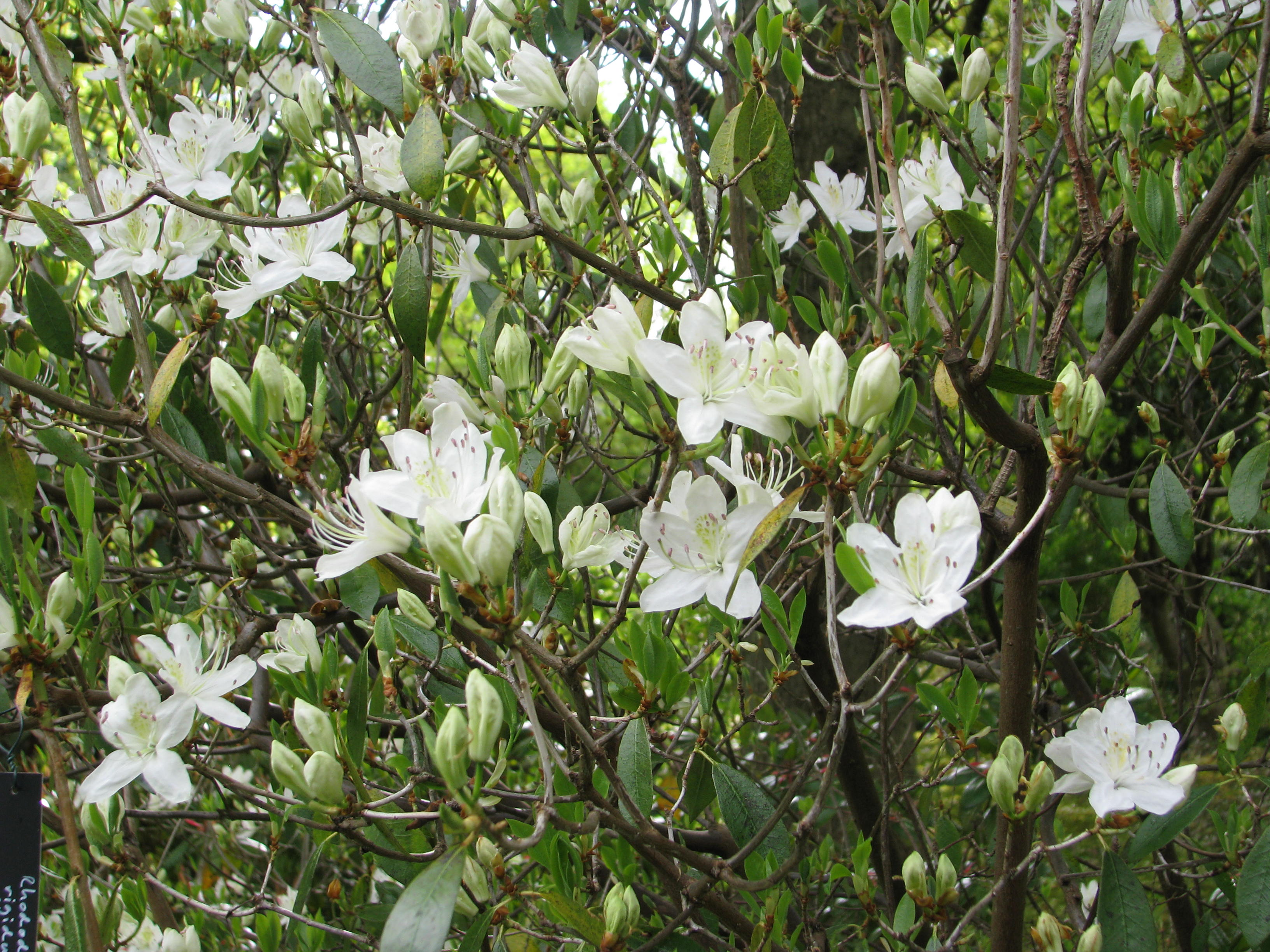